# EriseMary Dinga
 (juin 2025).
EriseMary Mbunui Dinga est une pasteur chrétienne évangélique et auteure camerounaise.

## Biographie
EriseMary Mbunui Dinga est née au Cameroun, où elle grandit. Elle part aux États-Unis où elle vit quelques années, puis décide de rentrer au Cameroun. Basée à Douala, capitale économique du Cameroun, elle est connue pour son activisme auprès des jeunes et ses projets d'entreprise en Afrique, aux États-Unis et aux Émirats arabes unis.
Elle commence l'évangélisation en 2008 en participant à plusieurs conférences internationales et en créant une église chrétienne évangélique dans sa ville natale de Bambui, dans la Région du Nord-Ouest du Cameroun.
EriseMary Dinga est la fondatrice et la présidente d'EriseMary Ministries (Emmi Empire), une organisation à but non lucratif de leadership et d'autonomisation des jeunes basée au Cameroun qui offre une formation et un mentorat aux jeunes et aux mères célibataires défavorisées dans le monde entier. Tout cela pour construire une société dans laquelle les jeunes disposent des outils et des compétences de leadership nécessaires pour avoir un impact sur leurs familles et créer un effet sur leurs communautés et la société dans son ensemble,.

## Carrière
EriseMary Dinga est une coach et un mentor certifiée par l'Académie de leadership John C. Maxwell (en). En tant que mentor, elle contribue au développement de projets de leadership, de plaidoyer, d'autonomisation et de justice sociale qui a un impact sur des jeunes dans son pays et à l'étranger. Elle intervient également fréquemment lors de conférences nationales et internationales,,. Elle propose des formations en ligne et hors ligne dans le cadre de la Emmi Leadership Certification.
Elle est propriétaire de Emmi Royal Fashion House, un centre de mode et de beauté, et de The Golden Pot, Marmite d'or, un restaurant de cuisine afro-européenne. L'entreprise fournit de nombreux emplois à des femmes et à des mères célibataires confrontées à des difficultés financières.

## Travail philanthropique
EriseMary Dinga dispose d'un fonds de bourses d'études pour encourager les jeunes mères à poursuivre leurs études, ainsi que d'une école primaire qui enseigne aux jeunes défavorisés. En 2016, elle crée l'école maternelle et primaire Bajude dans une communauté pauvre de la région du Nord-Ouest pour aider les enfants orphelins à accéder à une éducation de qualité. Elle organise également des collectes de fonds pour construire des maisons pour les mères célibataires abandonnées et les enfants des rues. Ses initiatives portent à fournir aux jeunes les outils et les conseils nécessaires pour soutenir le développement de nouvelles entreprises et faire ressortir leur potentiel inné.

## Prix et Reconnaissance
En septembre 2021, EriseMary Dinga reçoit deux prix lors des Black Africa Awards à Douala, en reconnaissance de son travail philanthropique et communautaire,.

## Livres
- (en) The Bride of Christ, 2019[10],[11]